# Alfred Schmidt (tyngdlyftare)
Alfred Schmidt, född 1 maj 1898 i Hageri, död 5 november 1972 i Tallinn, var en estländsk tyngdlyftare.
Schmidt blev olympisk silvermedaljör i 60-kilosklassen i tyngdlyftning vid sommarspelen 1920 i Antwerpen.